# Amedeo Minghi (album)
Amedeo Minghi è il primo album del cantautore Amedeo Minghi, pubblicato dall'etichetta Apollo, nel 1973.

## Il disco
Dopo aver inciso un 45 giri per la Dischi Ricordi nel 1966, nel 1970 Minghi conosce Edoardo Vianello e passa alla sua casa discografica, l'Apollo: inizia quindi a scrivere canzoni per I Vianella come la fortunata Vojo er canto de 'na canzone, Canto d'amore di Homeide e Fijo mio, e per l'Apollo pubblica anche un 45 giri nel 1971 ed il suo primo album due anni dopo.
Il disco, prodotto dallo stesso Vianello, si avvale per i testi della collaborazione di Edoardo De Angelis (con il quale Minghi collaborerà in seguito per molti anni) e di un giovane Francesco De Gregori (che risulta non accreditato),  tranne due canzoni scritte da Carla Vistarini; le edizioni musicali di tutti i brani sono le Edizioni Vianello/It.
Come spesso accade nelle opere prime, il disco è un po' immaturo, nel tentativo di spaziare in molti generi musicali, dal progressive di Racconto allo stile più cantautorale di Fratello in civiltà, dal soft-rock di Candida Sidelia al west coast di Mexico; in alcune canzoni, ad esempio in L'uomo e la terra (con un'introduzione strumentale suonata dall'orchestra d'archi) e in Un uomo grande è però possibile ritrovare le aperture melodiche che caratterizzeranno la produzione futura del cantautore.
Gli arrangiamenti vengono curati dallo stesso Minghi e da Aldo Pizzolo, che dirige l'orchestra d'archi; il disco viene registrato presso lo Studio 38 in Roma, di proprietà dell'Apollo  Records di Edoardo Vianello con Aurelio Rossitto come tecnico del suono, ed agli studi Ortophonic, situati in piazza Euclide sempre a Roma (e che ora si chiamano studi Music Village), in cui il tecnico del suono è Sergio Marcotulli, padre della pianista jazz Rita.
L'album non ottiene molto successo, diventando presto una rarità e raggiungendo quotazioni alte nel momento in cui Minghi diventerà famoso; verrà ristampato in CD e MC per la prima volta nel 1992 dalla Dig-It (con il titolo mutato in Racconto, numero di catalogo: DCD 10004) e solo su CD con copertina originale etichetta RCA nel 2004.

## Tracce
Lato A
1. E tu con lei – 4:58 (testo: Edoardo De Angelis e Francesco De Gregori – musica: Amedeo Minghi)
2. Fratello in civiltà – 4:22 (testo: Carla Vistarini – musica: Amedeo Minghi)
3. L'uomo e la terra – 4:16 (testo: Edoardo De Angelis e Francesco De Gregori – musica: Amedeo Minghi)
4. Candida Sidelia – 3:40 (testo: Carla Vistarini – musica: Amedeo Minghi)

Lato B
1. La speranza – 5:38 (testo: Edoardo De Angelis e Francesco De Gregori – musica: Amedeo Minghi)
2. Mexico – 2:49 (testo: Edoardo De Angelis e Francesco De Gregori – musica: Amedeo Minghi)
3. Un uomo grande – 3:47 (testo: Edoardo De Angelis e Francesco De Gregori – musica: Amedeo Minghi)
4. Racconto – 6:11 (testo: Edoardo De Angelis e Francesco De Gregori – musica: Amedeo Minghi)

## Formazione
- Amedeo Minghi – voce, pianoforte
- Piero Montanari – basso
- Massimo Buzzi – batteria
- Luciano Ciccaglioni, Aldo Tamborrelli – chitarra acustica ed elettrica
- Aldo Pizzolo – pianoforte, organo Hammond, sintetizzatore, tastiera
- Baba Yaga – cori